# Olbramov
Olbramov település Csehországban, Tachovi járásban. Olbramov Planá, Kokašice, Černošín, Lestkov és Horní Kozolupy településekkel határos. Lakosainak száma 81 fő (2024. január 1.).

## Népesség
A település lakosságának változását az alábbi diagram mutatja:
| Lakosok száma | 818  | 788  | 696  | 226  | 101  | 78   | 54   | 57   | 72   | 81   |
|               | 1869 | 1890 | 1921 | 1950 | 1980 | 2001 | 2017 | 2019 | 2022 | 2024 |